# Jean-Philippe Renoult
Jean-Philippe Renoult, né le 28 octobre 1963 à Paris, est un artiste-plasticien sonore, essayiste, critique musical et professeur de réalisation radiophonique français, spécialisé dans la musique électronique et l'art numérique.

## Parcours
Jean-Philippe Renoult est un artiste sonore, engagé très tôt dans le prise de son en extérieur. Ses travaux, qui prennent la forme de dispositifs d'écoute, incluent Pourtant Tout Simple, une création électroacoustique au GRM (Groupe de Recherches Musicales), I could never make that Music Again, avec Jean-Yves Leloup pour Radiodays à la galerie De Appel (Amsterdam), dont l’édition CD sur le label Sub Rosa a reçu le prix du Jury du quatrième Qwartz Awards des musiques électroniques et des musiques nouvelles.
Essayiste, il est l’auteur de Global Tekno : voyages initiatiques au cœur des musiques électroniques (prix de littérature musicale de l’Académie Charles Cros en 1999). 
Critique musical, il est, pour la presse écrite, rédacteur en chef de CODa Magazine, mensuel historique des cultures et musiques électroniques de 1994 à 1999. Il écrit pour Art press, Mouvement — entre autres sur Christian Marclay, ou The Residents pour un entretien de cette formation unique à ce jour —, MCD - Musiques et Cultures Digitales et pour le site Poptronics.fr.
Homme de radio, il est, depuis les années 1990 et successivement, chroniqueur spécialisé sur Radio FG, Radio Nova, puis France Culture, où, sollicité par Daniel Caux, il intègre l’équipe des producteurs réguliers entre 1999 et 2005 : il produit des émissions référantes pour les cycles "Les chemins de la musique" et "Carnet de notes" en s’attachant à révéler les croisements entre musiques populaires et musiques savantes. Toujours sur France Culture, il initie l’atelier de création sonore, En Echos/SonoTech, ainsi que les débats hebdomadaires Net Plus Ultra qui questionnent les enjeux d’internet et de la cyberculture. 
Animateur des rencontres publiques Cinema de Demain au Centre Pompidou à partir de 2001, il y propose en 2005 le cycle de conférences Voir et entendre qui sonde les rapports entre le son et l’image dans le cinéma et les art contemporains. 
Depuis 2005, il réalise des créations radiophoniques pour les chaines internationales : ABC (Australie), BBC (Angleterre), ORF / Kunst Radio (Autriche) ainsi que pour Resonance FM (Londres) et le réseau Radia.
Jean-Philippe Renoult travaille en duo avec sa partenaire, DinahBird, avec qui il conçoit des bandes originales de films, des installations et des dispositifs de radio transmissions.
Depuis 2012, Jean-Phillipe Renoult est professeur de réalisation radiophonique à l'Ecole supérieure de l'image et du son (ESIS Paris). 
Jean-Philippe Renoult est également professeur de Radio à l'ISTS à l'ESRA
À partir de 2013, il s'investit avec divers artistes comme DinahBird ou Nicolas Montgermont au sein du collectif de radio expérimentale Π-Node.

## Expositions
- 2011-2014 : Tag Audio Loops, exposition itinérante, dont le Skulpturenmuseum, Marl (Allemagne)
- 2014 : 2min 35[2], installation pour Re-Former le Monde Visible, Marlène Rigler (dir.), Le 116 art centre, Montreuil (Seine-Saint-Denis).
- 2015 : Vue du Ciel, installation, commissaire : Agnès de Cayeux, Le Bel Ordinaire de Pau
- 2016 : The Hum, installation créée pour Radio Revolten dans le cadre de l'exposition « The Great Murmur : The Metamorphosis of Radio »[3], Halle (Allemagne).

## Ouvrages
- Global Tekno : voyages initiatiques au cœur des musiques électroniques avec Jean-Yves Leloup et une préface d'Ariel Kyrou et des photographies de Pierre-Emannuel Rastoin, Nancy, Le Camion blanc, 1999, rééd. en 2007  (ISBN 9782350121901).
- Postface à Techno-rebelle : un siècle de musiques électroniques d'Ariel Kyrou, Paris, Denoe͏̈l , 2002  (ISBN 2-207-25352-X).